# Сомборске нити Лазе Костића
Сомборске нити Лазе Костића је стручна монографија о Лази Костићу (1841-1910), аутора Милана Степановића, објављена 2007. године у издању Златне гране и Меморије из Сомбора.

## О приређивачу и уреднику
Милан Степановић (1961) српски је завичајни историчар и публициста, издавач и уредник из Сомбора који је, као аутор, објавио или приредио преко тридесет монографија и књига из просветне, културне, црквене и урбане прошлости Сомбора и Војводине.

## О књизи
Намера аутора ове књиге била је да одгонетне нити које су од најраније младости Лазу Костића везивале за Сомбор, а посебно да расветли време када је песник у овом граду пронашао своје најдуже место становања. Лаза Костић је у Сомбору живео и радио између 1895. и 1910. године.
Књига Сомборске нити Лазе Костића је објављена о стопедесетој годишњици песникова књижевног рада. Илустрована је и обогаћена фотографијама и фотокопијама рукописа, докумената, идр. Лазе Костића.
У поглављу које носи назив Лазе Костића песме сомборке налазе се песме за које је назначено или се поуздано зна да су настале у Сомбору:
- Све што ми је рекла... - у Сомбору, 1859.
- Србу (отпоздрав Љ.П. Ненадовићу) - у Сомбору, 23. фебруара 1889.
- Гђици Зори В. у споменцу - у Сомбору, 4. јануара 1892.
- Пролог за "Горски вијенац" - у Сомбору, јануара 1902.
- Јехова (одломак III певања) - |1904|
- ’Имна (Србији, за краља Петра) - у Сомбору, 1906.
- Деца и старац - приликом великог детињег весеља у Сомбору, уочи Вилова дне 1908.
- Santa Maria della Salute - |1909|

Писмо и иницијале којима су отиснуте песме у књизи обликовао је Ј. М. Јофке по узору на изворни текст из књиге Песме Лазе Костића, објављене 1909. године у издању Матице српске у Новом Саду.